# Yantis
Yantis is een plaats (town) in de Amerikaanse staat Texas, en valt bestuurlijk gezien onder Wood County.

## Demografie
Bij de volkstelling in 2000 werd het aantal inwoners vastgesteld op 321.
In 2006 is het aantal inwoners door het United States Census Bureau geschat op 368, een stijging van 47 (14,6%).

## Geografie
Volgens het United States Census Bureau beslaat de plaats een oppervlakte van
4,8 km², geheel bestaande uit land. Yantis ligt op ongeveer 148 m boven zeeniveau.

## Plaatsen in de nabije omgeving
De onderstaande figuur toont nabijgelegen plaatsen in een straal van 24 km rond Yantis.